# 산타나 개릿

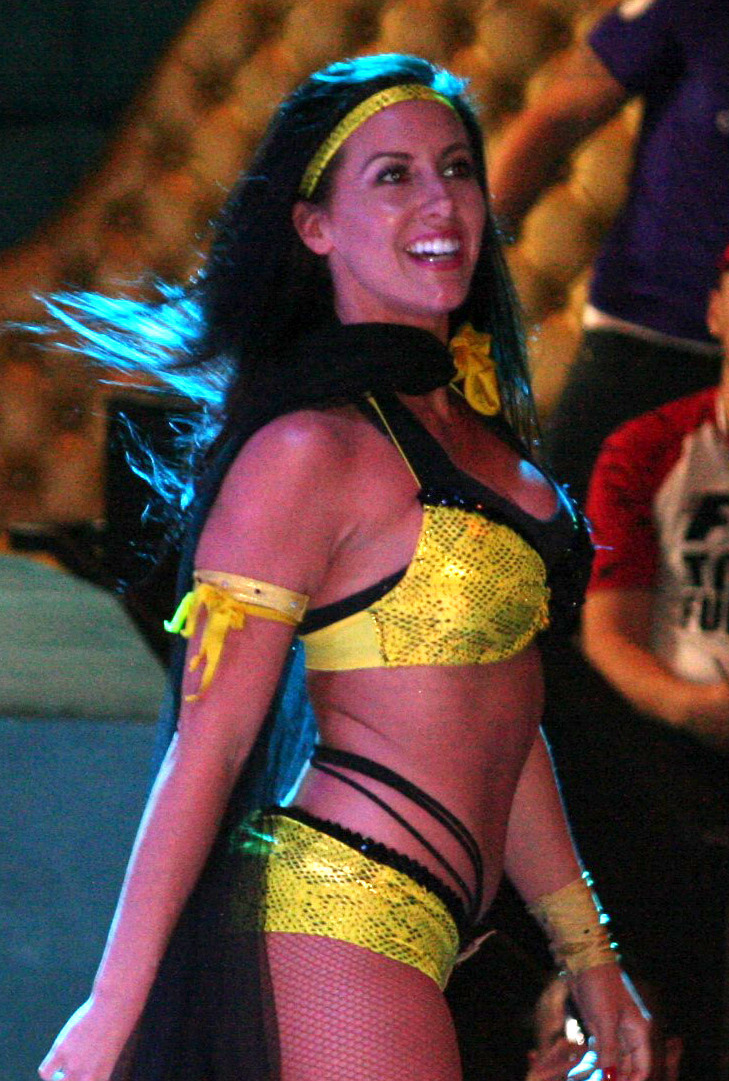
산타나 개릿 (2017년)

산타나 개럿(Santana Garrett)은 TNA에서 브리태니(Brittany)링네임이라는 사용하였고, 지금은 GFW에서 활약 중이다. 1988년 4월 22일생인 미국의 여자 프로레슬링선수다. 키는 166cm 몸무게는 55kg이다. 피니쉬는 샤이닝 스타 프레스(핸드스프링 문설트)로 사용을 한다.